# Cooking Fever
Cooking Fever –  gra na urządzenia mobilne opracowana przez Nordcurrent, litewską firmę tworzącą i wydającą gry. W grze gracze zarządzają różnymi restauracjami, gotują jedzenie, tworzą napoje, obsługują klientów i zarabiają pieniądze. Gracze muszą dokonać pewnych ulepszeń w swoich urządzeniach kuchennych i elementach wewnętrznych, aby przejść na wyższe poziomy.
Od czasu premiery w 2014 roku Cooking Fever stała się jedną z najpopularniejszych gier mobilnych, a w 2017 roku pobrano ją łącznie ponad 100 milionów razy.
1 grudnia 2017 roku Nordcurrent nawiązał współpracę z Coca-Colą, aby opublikować aktualizację, dzięki której gracze mogą sprzedawać oficjalne napoje Coca-Cola w grze. Od 4 grudnia 2018 r. wszystkie odniesienia do Coca-Coli zostały usunięte.
4 grudnia 2019 roku wszyscy klienci zostali zmodyfikowani za pomocą bardziej animowanego ruchu.